# Lubomin (gmina Stanisławów)
Lubomin – wieś sołecka w Polsce położona w województwie mazowieckim, w powiecie mińskim, w gminie Stanisławów.
Wieś królewska położona była w drugiej połowie XVI wieku w powiecie garwolińskim  ziemi czerskiej województwa mazowieckiego. W latach 1975–1998 miejscowość należała administracyjnie do województwa siedleckiego.
Lubomin leży w sąsiedztwie Ładzynia, Wólki Czarnińskiej, Suchowizny i Czarnej. Przebiega tędy trasa krajowa E50, w okolicy płynie rzeka Czarna. W Lubominie działa Ochotnicza Straż Pożarna licząca ok. czynnych 30 członków.
Wierni Kościoła rzymskokatolickiego należą do parafii św. Jana Chrzciciela i św. Stanisława BM w Stanisławowie.